# Toque de piedras
El toque de piedras es una forma de producir sonido a modo de instrumento de percusión mediante el choque de estas. Su uso estuvo extendido entre los pastores de muchos pueblos riojanos de tradición ganadera, que para entretenerse en sus ratos libres, y al no tener medios económicos para  adquirir  un instrumento, acompañaban así sus jotas.